# Unidentia angelvaldesi
Espèce
Unidentia angelvaldesi est une espèce de mollusques nudibranches de la famille des Unidentiidae.

## Distribution
Cette espèce se rencontre dans l'océan Pacifique du Mexique à l'Indonésie.

## Description
Unidentia angelvaldesi mesure 8 mm de long sur 2 mm de large et 2 mm de haut.

## Systématique et taxinomie
Cette espèce a été décrite par Sandra Millen et Alicia Hermosillo en 2012.

## Étymologie
Cette espèce est nommée en l'honneur d'Angel Valdès.

## Publication originale
- Millen & Hermosillo, 2012 : Three new species of aeolid nudibranchs (Opisthobranchia) from the Pacific coast of Mexico, Panama, and the Indopacific, with a redescription and redesignation of a fourth species. The Veliger, vol. 51, no 3, p. 145-164.